# Ips (Käfer)
 Ips  ist eine Gattung der Borkenkäfer (Scolytinae) mit holarktischer Verbreitung. Sie umfasst etwa 35 Arten, davon kommen 6 auch in Europa vor. Sie leben an Nadelhölzern, vor allem der Gattungen Pinus (Kiefern) und Picea (Fichten). Einige Arten sind wirtschaftlich bedeutsame Forstschädlinge.

## Gattungsbeschreibung
Die Imagines werden zwischen 2,2 und 8,2 Millimetern lang. Der gleichmäßig gewölbte Halsschild ist groß und verdeckt von oben gesehen den Kopf, seine Basis ist einfach punktiert oder glatt, der vordere Teil hat Höcker. Die Augen sind nierenförmig. Die Fühlergeißel ist fünfgliedrig, und die Fühlerkeulennähte sind gebogen. Der erste Zwischenraum zwischen den Punktreihen der Flügeldecken trägt vor dem Absturz eine Reihe feiner Körnchen. Der Absturz selbst bildet eine flache Mulde, sein Rand ist mit Zähnen besetzt, und er fällt von der Flügeldeckenmitte zum Ende hin schräg ab. Der zweite Zahn am Absturz ist ein Kegelzahn. Der Spitzenrand der Flügeldecken ist doppelt, der innere Rand umfasst das Abdomen, und der äußere begrenzt den Absturz. Das Abdomen bleibt ab dem zweiten Sternit zum Ende hin annähernd gerade. Die Vorderschienen sind außen gezähnt. Das dritte Fußglied ist zylindrisch. Zwischen männlichem und weiblichem Imago besteht Sexualdimorphismus: das Männchen hat einen stärkeren Stirnhöcker und kräftigere Zähne am Absturzrand sowie kürzere Haare in der Mitte des siebenten Sternites als das Weibchen.

## Verbreitung
Die Gattung enthält, nach den neueren taxonomischen Revisionen, 36 Arten. Von diesen leben 23 in Nord- und Zentralamerika und 13 in Asien und Europa. Von den Arten der Alten Welt kommen 6 auch in Europa vor (der früher als siebte Art zur Gattung gerechnete Schwarzkiefernborkenkäfer wurde, als Orthotomicus mannsfeldi in eine andere Gattung transferiert). Die übrigen eurasischen Arten sind vor allem aus dem Himalaya und aus China bekannt, wo weitere, noch unbeschriebene Arten vermutet werden. Ob die asiatische Art Ips subelongatus, die vor allem an Lärchen (Larix) lebt, möglicherweise nach Europa eingeschleppt wurde, ist unbekannt, da sie bisher meist mit der europäischen Ips cembrae (Großer Lärchenborkenkäfer) verwechselt wurde, definitive Nachweise fehlen.

## Phylogenie und Taxonomie
Die Gattung Ips wurde 1775 durch den schwedischen Entomologen Carl De Geer beschrieben, Typusart ist, durch nachträgliche Festlegung von Ernst Evald Bergroth, Ips typographus (ursprünglich beschrieben als Dermestes typographus Linnaeus, später Tomicus typographus). Aus der ursprünglich sehr weit gefassten Gattung wurden zahlreiche Arten in andere Gattungen ausgegliedert. In der modernen Ausdehnung wurde die Gattung durch phylogenomische Studien (Ermittlung der Verwandtschaftsverhältnisse anhand des Vergleichs homologer DNA-Sequenzen) festgelegt. Damit die Gattung monophyletisch wird, mussten danach eine Reihe von Arten und Artengruppen ausgegliedert und in andere Gattungen transferiert werden. Gleichzeitig wurde eine Reihe früher beschriebener, aber später von anderen Taxonomen synonymisierter Arten wieder hergestellt. Den Ergebnissen zufolge bilden die eurasischen Arten gegenüber den amerikanischen keine geschlossene Abstammungsgemeinschaft. Die Gattung wurde in eine Reihe von Untergattungen gegliedert. Die früher stattdessen unterschiedenen Artengruppen wurden, mit wenigen Ausnahmen, klar als künstlich zusammengestellte Einheiten erkannt.
Aus der Literatur sind für die Gattung Ips folgende Synonyme bekannt: Cumatotomicus Ferrari, 1867, Cyrtotomicus Ferrari, 1867.

### Arten in Europa
Die nachfolgenden sechs Arten kommen alle in Europa und Deutschland vor. Nähere Angaben zur jeweiligen Verbreitung bei den Arten.
- Sechszähniger Kiefernborkenkäfer (Ips acuminatus) (Gyllenhal, 1827)
- Kleiner achtzähniger Fichtenborkenkäfer (Ips amitinus) (Eichhoff, 1871)
- Großer Lärchenborkenkäfer oder Achtzähniger Lärchenborkenkäfer (Ips cembrae) (Heer, 1836)
- Nordischer Fichtenborkenkäfer (Ips duplicatus) (Sahlberg, 1836)
- Zwölfzähniger Kiefernborkenkäfer oder Großer zwölfzähniger Kiefernborkenkäfer (Ips sexdentatus) (Boerner, 1767)
- Buchdrucker oder Großer achtzähniger Fichtenborkenkäfer (Ips typographus) (Linnaeus, 1758)

## Forstwirtschaftliche Bedeutung

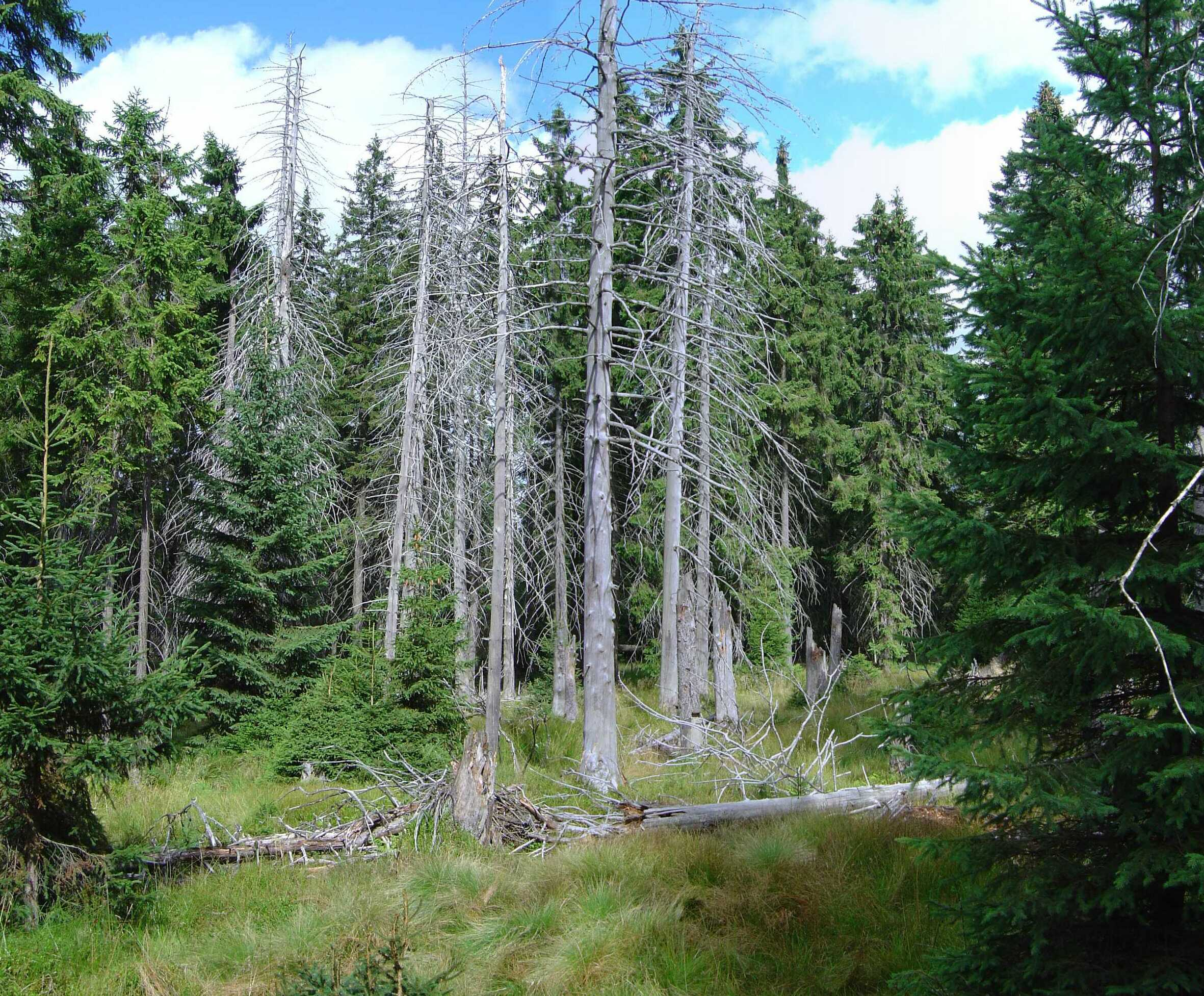
Fichtenbestand, abgestorben durch Befall mit Käfern der Gattung Ips

Da sie ihre Brutsysteme in der Rinde der Wirtsbäume anlegen, werden sie den Rindenbrütern zugerechnet. Von allen europäischen Borkenkäfern neigen einige Arten der Gattung Ips am meisten zu Massenvermehrungen im liegenden Holz, in Sturm- oder Schneewürfen und -Brüchen, aber auch in stehenden, durch Dürre und Insektenfraß oder abiotische Einflüsse geschwächten Nadelbäumen. Diese können dann auf völlig gesunde Bäume überwechseln und Epidemien größten Ausmaßes verursachen. In Nadelholzreinbeständen besitzen die Borkenkäfer daher forstwirtschaftlich gesehen ein sehr hohes Schadenspotential.
Ein forstwirtschaftlicher Schaden entsteht unter anderem durch:
- die Zwangsnutzung der befallenen Bäume oft weit vor dem Erreichen des Erntealters und
- dem damit verbundenen Holzverlust, da die Bäume noch mehrere Jahre weiterwachsen könnten (Zuwachsverlust),
- erhöhten Aufwendungen durch unregelmäßigen Holzanfall (vermehrte Transport und Aufarbeitungskosten),
- Qualitätsverluste des Holzes durch das nachfolgende Eindringen von Pilzen (Bläue) oder anderen Käfern wie Bockkäfer und/oder weiteren Holz fressenden Insektenarten (technische Entwertung).

Werden Befallsherde nicht rasch beseitigt, kann es zu Massenvermehrungen kommen, die riesige Ausmaße erreichen (Nationalpark Bayerischer Wald).
Weitere Informationen zu den Folgen unter Borkenkäfer.

## Ökologische Bedeutung
Bedingt durch die Neigung, bei Massenvermehrungen auch völlig gesunde Bäume zum Absterben zu bringen, können die Käfer geschlossene Monokulturen auflösen oder auflockern und durch den Lichteinfall am Waldboden anderen Baumarten die Möglichkeit geben, sich wieder auszubreiten. Auch schaffen sie reichliches Angebot an stehendem und liegendem Totholz. Damit können sie indirekt die Voraussetzung schaffen, die Artenvielfalt zu erhöhen.